# Хатчинсон, Алекс
А́лекс Ха́тчинсон (англ. Alex Hutchinson) — австралийский геймдизайнер, наиболее известный работой в Ubisoft в роли креативного директора над Assassin’s Creed III и Far Cry 4. Покинув Ubisoft, он основал собственную студию по разработке компьютерных игр, Typhoon Studios.

## Биография
Алекс Хатчинсон родился в Австралии и получил образование в Мельбурнском университете, получив степень по археологии и креативному письму.
Карьера Хатчинсона началась в качестве геймдизайнера в студии Torus Games, которую он довольно быстро покинул, когда ему представилась возможность работать в Maxis, дочерней студии Electronic Arts. В Maxis он занял должность ведущего геймдизайнера и участвовал в разработке игр популярной серии The Sims, а также возглавил разработку игрового процесса Spore. В 2008 году он переехал в Канаду, чтобы занять роль креативного директора в EA Montreal и поработать над игрой Army of Two: The 40th Day, а затем перешёл на ту же роль в Ubisoft Montreal, где вёл разработку Assassin’s Creed III и Far Cry 4. Анонс Assassin’s Creed III прошёл в рамках Electronic Entertainment Expo 2012, а Far Cry 4 — в рамках Electronic Entertainment Expo 2014; обе игры Хатчинсон представлял лично.
После длительной работы в Ubisoft, Хатчинсон покинул компанию, и в 2017 году основал собственную студию Typhoon Studios в Монреале совместно со своими партнёрами Яссин Риаи и Рейдом Шнайдером. Первая игра студии, Journey to the Savage Planet, была анонсирована в рамках The Game Awards 2018. В декабре 2019 года Typhoon была поглощена корпорацией Google под брендом Google Stadia.

## Работы
| Игра                         | Год       | Роль                 |
| ---------------------------- | --------- | -------------------- |
| The Sims 2                   | 2004—2005 | Ведущий геймдизайнер |
| Spore                        | 2008      | Ведущий геймдизайнер |
| Army of Two: The 40th Day    | 2010      | Креативный директор  |
| Assassin’s Creed III         | 2012      | Креативный директор  |
| Far Cry 4                    | 2014      | Креативный директор  |
| Journey to the Savage Planet | 2020      | Креативный директор  |

## Споры
22 октября 2020 года Алекс Хатчинсон опубликовал твит со следующим содержанием:

На самом деле стримеры должны платить разработчикам и издателям игр, прохождение которых они транслируют. Они должны покупать лицензию, как и любой реальный бизнес, и платить за контент, который они используют.

Твит вызвал бурную общественную реакцию. Корпорация Google вскоре заявила, что слова Хатчинсона не отражают видение компании.